# Colosvarinus Emericus
Colosvarinus Emericus (Kolozsvári Imre) 
A párizsi egyetemen szerzett magister artium fokozatot. Az ifjabb tanulók számára írt Oratio, de vera, et populari, constanti, atque usitate ratione, et via tradendarum, tractandarumque disciplinarum, atque artium, habita című művében a logika, a dialektika és a retorika szabályairól és tanulásuknak hasznáról értekezett; ez a műve 1552-ben jelent meg Párizsban, Jean du Bellay bíborosnak – Rabelais pártfogójának – címzett ajánlással.
A II. Zsigmond Ágost lengyel király házassága alkalmával írt beszéde: De tertio matrimonio Sigismundi Aug. Poloniae regis et equitis oratio. Cracoviae, 1553